# Gustav Poppe
Gustav Poppe (* 2. April 1904; † unbekannt) war ein deutscher Ministerialbeamter.

## Werdegang
Nach Ausbildung zum Diplom-Ingenieur war Poppe im Amt eines Ministerialdirektors Leiter der Abteilung Wasserstraßen im Bundesverkehrsministerium. Daneben war er Inhaber mehrerer Aufsichtsratsmandate.

## Ehrungen
- 1969: Großes Verdienstkreuz mit Stern der Bundesrepublik Deutschland